# Chroma key

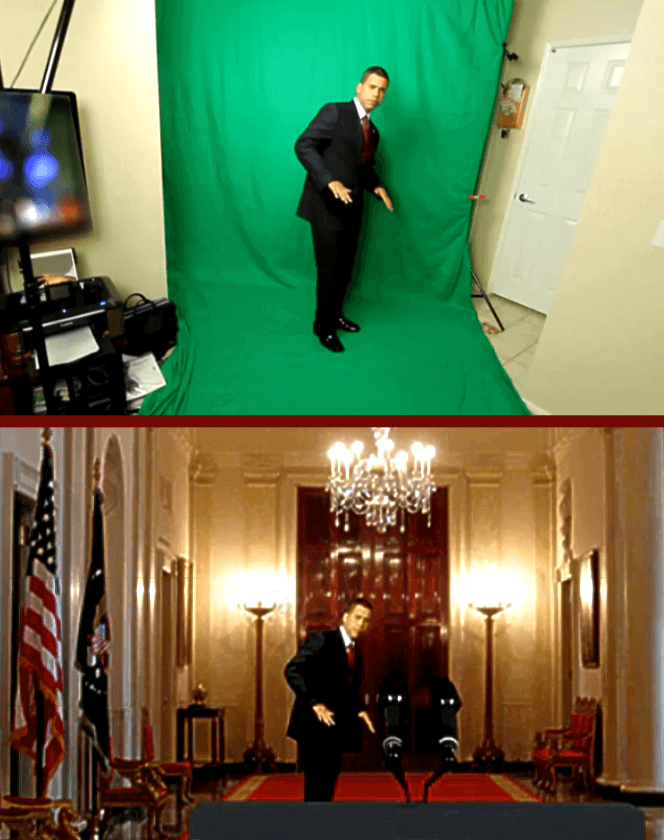
În imaginea de sus se folosește ca fundal o pânză de culoare verde, pentru a putea reda pe calculator interiorul Casei Albe.

Chroma key sau chroma keying este o tehnică de post-producție de efect vizual de suprapunere a două imagini sau fluxuri video, pe baza nuanțelor de culoare (gama cromatică), pentru a replica, de exemplu, ilustrațiile unor benzi desenate originale.